# Nasza Polska
Nasza Polska – ogólnopolski tygodnik prawicowy o tematyce polityczno-społeczno-historycznej, wydawany od września 1995 do 2016 w Warszawie. Wydawcą było Wydawnictwo Szaniec, którego prezesem była Maria Adamus. Obecnie działa strona internetowa, której wydawcą jest Fundacja Będziem Polakami.

## Zespół redakcyjny
Maria Adamus – prezes Wydawnictwa „Szaniec”
Jacek Sądej – Sekretarz Redakcji
Magdalena Kowalewska, Liliana Łuczycka, Wiesława Mazur, Paweł Siergiejczyk, Anna Wiejak, Robert Wit Wyrostkiewicz
Współpracownicy:
Beata Adamczyk, Stanisław Dybowski, Magdalena Chadaj, Leszek Czajkowski, Arkadiusz Gacparski, Dariusz Hybel, Piotr Jaroszyński, Antoni Lenkiewicz, ks. Stanisław Małkowski, Aleksander Majewski, Stanisław Michalkiewicz, Tomasz Mysłek, Tadeusz Płużański, Wojciech Reszczyński, Anna Skopińska, Jarosław Wróblewski, Leszek Żebrowski, Zbigniew Żmigrodzki, Robert Wit Wyrostkiewicz

## Redaktorzy naczelni
- Piotr Jakucki
- Tomasz Zapert
- Paweł Skutecki